# 랠리 재팬
랠리 재팬(Rally Japan, 일본어: ラリージャパン)은 일본에서 열리는 랠리 자동차 경주 대회이다. 월드 랠리 챔피언십 2004년 시즌에 홋카이도에서 처음 열렸으며, 2004년부터 2007년까지 오비히로시 인근 도카치 지역에서 펼쳐졌다. 2008년에 삿포로시 은근으로 옮겼다가 2010년에 열리고 한동안 열리지 않았다.
2020년 나고야시로 거점을 옮겨 WRC 일정에 복귀할 예정이었으나 코로나19 범유행으로 2021년까지 취소되었으며, 2022년 시즌 마지막 경기로 WRC에 복귀했다.